# Roland Barbay
Roland Barbay (New Orleans, 31 marzo 1964) è un ex giocatore di football americano statunitense che ha militato nel ruolo di offensive tackle nella National Football League (NFL).

## Carriera
Barbay fu scelto dai Seattle Seahawks nel corso del settimo giro (184º assoluto) del Draft NFL 1987. Vi giocò per l'unica stagione professionistica disputando 5 partite, nessuna delle quali come titolare.